# Предеина, Татьяна Борисовна
Татья́на Бори́совна Преде́ина (род. 10 июня 1968, Челябинск) — артистка балета и балетный педагог. Солистка Пермского театра оперы и балета (1987—1990), московского театра «Кремлёвский балет» (1990—1996), с 1994 года — прима-балерина Челябинского театра оперы и балета имени М. И. Глинки. Народная артистка России (2005), кандидат искусствоведческих наук (2013).

## Биография
Татьяна Предеина родилась 10 июня 1968 года в городе Челябинске в семье служащих. С четырёхлетнего возраста занималась в спортивной школе фигурным катанием. Училась в Пермском хореографическом училище, которое окончила в 1986 году по классу педагога Людмилы Сахаровой. Была стипендиатом Ленинской стипендии. На выпускном экзамене танцевала партию Маши в балете «Щелкунчик» и различные концертные номера.
В начале карьеры, в 1986—1987 годах, танцевала в Свердловском театре оперы и балета, в 1987—1990 годах была солисткой балетной труппы Пермского театра оперы и балета имени Чайковского. В 1990—1996 годах работала в Москве, будучи солисткой театра «Кремлёвский балет». Здесь её педагогом-репетитором стала балерина Екатерина Максимова. Именно с ней Татьяна подготовила многие партии своего репертуара:

Предеина по своему профессиональному уровню вполне могла бы танцевать в Москве. У неё хорошая фигурка, красивые ноги, хорошие физические данные. В «Кремлёвском балете» Таня танцевала сольные партии, а потом вернулась в Челябинск. Вскоре Таня уже танцевала ведущие партии. Ей там понравилось. У Тани в Челябинске всё сложилось, в театре её приняли и очень полюбили. Она там действительно королева. Таня выбрала то, что ей надо. Она молодец, нашла своё место в жизни. Часто Таня приезжает ко мне репетировать: я с ней готовила «Золушку», «Анюту», «Щелкунчика», «Дон Кихота», «Спящую красавицу», «Жизель» — всегда с ней работаю с удовольствием.  — Е. С. Максимова
Начиная с 1994 года Татьяна Предеина танцует Челябинском театре оперы и балета имени М. И. Глинки. При жизни Екатерины Максимовой Татьяна постоянно приезжала в Москву, чтобы репетировать с ней, работать над новыми ролями. Так, под руководством Максимовой она подготовила заглавную партию в балете «Анюта» (возобновление 1997 года), в котором дебютировала 22 февраля 1998 года. трепетно относясь к своему педагогу, балерина неоднократно принимала участие в «Фестивале балета в честь Екатерины Максимовой», проводимом на сцене Челябинского театра.
В 2007 году получила высшее образование, окончив Московскую государственная академию хореографии, и поступила там же в аспирантуру. В 2008 года начала преподавать в Челябинской академии культуры и искусств. В 2013 году защитила диссертацию по искусствоведению в Москве, в Российском университете театрального искусства, на тему «Проблемы развития регионального балетного театра с середины 1950-х годов по настоящее время: на примере Челябинского государственного академического театра оперы и балета им. М. И. Глинки», получив степень кандидата наук — тем самым став первой в России действующей прима-балериной, получившей учёную степень. В 2021 году совместно с Владимиром Зазыкиным издала монографию «Очерки психологии балетного творчества» (Челябинск, ЧГИК).
Начиная с 2007 года является организатором, творческим руководителем и участником фестиваля балета «Татьяна Предеина приглашает...», в котором принимают участие студенты российских хореографических училищ и артисты балета российских музыкальных театров: Большого, Московского музыкального, Михайловского, Челябинского, Екатеринбургского, труппы «Кремлёвский балет». V фестиваль, прошедший в 2013 году, был посвящён 25-летию творческой деятельности балерины. На заключительном гала-концерте артистка была удостоена Ордена Дягилева I степени «За пользу русской культуре», учреждённого благотворительным фондом «Дягилевъ-центр».
Позировала для памятника Майе Плисецкой, установленного в 2016 году в Москве, в сквере Майи Плисецкой.
Много гастролирует за рубежом, танцевала в Польше, Чехии, Германии, Франции, Италии, Испании, Португалии, Швейцарии, Японии, Китае, США.
Член жюри XVI конкурса артистов балета «Арабеск» (2020 год).

### Семья
- Мама Любовь Константиновна Предеина.
- Сын Кирилл.

## Репертуар
Предеина обладает редким сочетанием безупречной техники танца, грациозной музыкальности и драматического таланта. Каждый элемент её танца конструктивно выверен, эмоционально мотивирован и органично сплавлен безупречной логикой движения. Глубокое личностное начало, проникнутое сильной волей и вместе с тем утончённой хрупкостью, создаёт особый образ, развитие которого совершенствуется в каждой танцевальной партии балерины.— С. С. Загребин

#### Партии в спектаклях
- Одетта и Одиллия, «Лебединое озеро» П. И. Чайковского, хореография М. Петипа, Л. Иванова, редакция Е. Аксёновой, Б. Никифорова (1994), новая сценическая редакция С. Боброва (2003)
- Принцесса Флорина, Фея Сирени, Принцесса Аврора, «Спящая красавица» П. И. Чайковского, хореография М. Петипа в редакции Г. Прибылова (1999, 2011)
- Маша, Фея Драже, «Щелкунчик» П. И. Чайковского, хореография Л. Воскресенской, па-де-де В. Вайнонена (1977); хореография С. Боброва (2002), редакция К. Уральского (2009)
- Мирта, Жизель, «Жизель» А. Адана,  хореография Ж. Перро, Ж. Коралли, М. Петипа в редакции Л. Лавровского,  балетмейстер-постановщик О. Тарасова (1976), редакция Г. Борейко (2007)
- Повелительница Дриад, Китри, «Дон Кихот» Л. Минкуса, хореография М. Петипа и А. Горского в редакции Б. Брускина, постановщик Э. Тимиргазина (1994), в редакции В. Кокорева (2004)
- Солистка, Гран-па из балета Л. Минкуса «Пахита», хореография М. Петипа, редакция Г. Прибылова (1995, 2003), постановка и новая хореографическая редакция Ю. Бурлаки
- Никия, картина «Тени» из балета Л. Минкуса «Баядерка»,  хореография М. Петипа, балетмейстер-постановщик Т. Хазанова-Нарская
- Сванильда, «Коппелия» Л. Делиба, хореография А. Горского в редакции Г. Шишкина, балетмейстер-постановщик Л. Сахарова
- Сильфида, «Шопениана» на музыку Ф. Шопена, хореография М. Фокина, балетмейстер-постановщик О. Тарасова (1997)
- Флёр де Лис, «Эсмеральда» Ц. Пуни, хореография М. Петипа, постановка и новая хореографическая редакция Ю. Бурлаки (2012)
- 22 февраля 1998 — Анюта, «Анюта» В. Гаврилина, хореография В. Васильева (1997)
- Джульетта, «Ромео и Джульетта» С. Прокофьева,  хореография К. Уральского (2006)
- Фея Зимы, Золушка, «Золушка» С. Прокофьева, хореография В. Васильева (2002)
- Нурида, «Тысяча и одна ночь» Ф. Амирова,  хореография В. Шумейкина (1995)
- Русская красавица, «Семь красавиц» К. Караева, хореография В. Салимбаева (1984)
- Кармен, «Кармен-сюита» Ж. Бизе—Р. Щедрин, хореография А. Алонсо (1967)
- Беатриче, «Слуга двух господ» М. Чулаки, балетмейстер-постановщик М. Большакова (2004, 2011)
- Герцогиня Альба, «El mundo de Гойя» В. Бесединой, хореография К. Уральского (2007)
- Белоснежка, «Белоснежка и семь гномов» Б. Павловского, хореография Г. Майорова
- Мария, «Привал кавалерии»  И. Армсгеймера, хореоография М. Петипа, редакция Г. Прибылова (2003)
- Наяда, «Наяда и рыбак» Ц. Пуни, хореография Ж. Перро в редакции П. Гусева, балетмейстер-постановщик К. Уральский (2009)
- Солистка, «Серенада» на музыку П. И. Чайковского, хореография Дж. Баланчина, балетмейстер-постановщик Г. Алексидзе (1994)
- Лизбет, «Холодное сердце» И. Ануфриева, хореография В. Салимбаева (1987)
- Вельможная панна, «Польский акт» в опере М. Глинки «Жизнь за царя», балетмейстер-постановщик Б. Мягков (2012)
- Марианна, «Синдбад. История любви великого корсара» на музыку Н. А. Римского-Корсакова, балетмейстер-постановщик В. Кокорев (2008)

#### Концертные номера
- Карлотта Гризи и Мария Тальони, «Па-де-катр» Ц. Пуни, хореография А. Долина
- «Лебедь» на музыку К. Сен-Санса, хореография М. Фокина
- «Элегия» С. Рахманинова, хореография В. Васильева
- «Большое классическое па» на музыку Д. Обера, хореография В. Гзовского
- па-де-де II акта, «Сильфида» Ж.-М. Шнейцхоффера, хореография Ф. Тальони, М. Петипа в редакции В. Тихомирова, постановка Ю. Бурлаки (в программе «Золотой век русского императорского балета»)
- па-де-де, «Сильфида» Г. С. фон Левенскольда, хореография А. Бурнонвиля
- Вакханка, «Вальпургиева ночь» из оперы Ш. Гуно «Фауст», хореография И. Ковалёва
- «Призрачный бал» на музыку Ф. Шопена, хореография Д. Брянцева
- «Фрагменты одной биографии» на музыку аргентинских композиторов, хореография В. Васильева
- «Аргентинские гаучо»,  музыка народная, хореография Н. Андросова
- леди Макбет, «Макбет» К. Молчанова, хореография К. Уральского
- «Вальс белых орхидей» на музыку М. Равеля, хореография К. Уральского
- «Прелюдия», музыкальная композиция группы «Сенс», хореография М. Ивата
- «Строптивая тень» О. Хромовой, хореография В. Гончарова

## Награды и звания
- 1999 — Заслуженная артистка России[1]
- 2004 — областная премия «За вклад в развитие культуры и искусства Урала»[4]
- 2005 — Народная артистка России
- 28 октября 2005 — Медаль святой равноапостольной княгини Ольги «За веру и верность»[11]
- 2006 — приз журнала «Балет» «Душа танца» в номинации «Звезда»
- 2007 — премия «Золотая лира» в номинации «Театральное искусство»
- 2008 — премия Правительства Российской Федерации в области культуры[12].
- 16 июня 2013 — Орден Дягилева I степени «За пользу русской культуре» и кавалерство I степени (учреждён благотворительным фондом «Дягилевъ-центр»)[7]
- Неоднократный лауреат Фестиваля профессиональных театров Челябинской области «Сцена»
- 2020 — диплом педагогу-репетитору за подготовку участника XVI конкурса артистов балета «Арабеск».
- 2023 — Медаль «За заслуги перед Челябинской областью» I степени — за высокое профессиональное мастерство, выдающиеся заслуги в культуре и искусстве, способствующие процветанию Челябинской области и повышению её авторитета в Российской Федерации и за рубежом